# Mastopexie

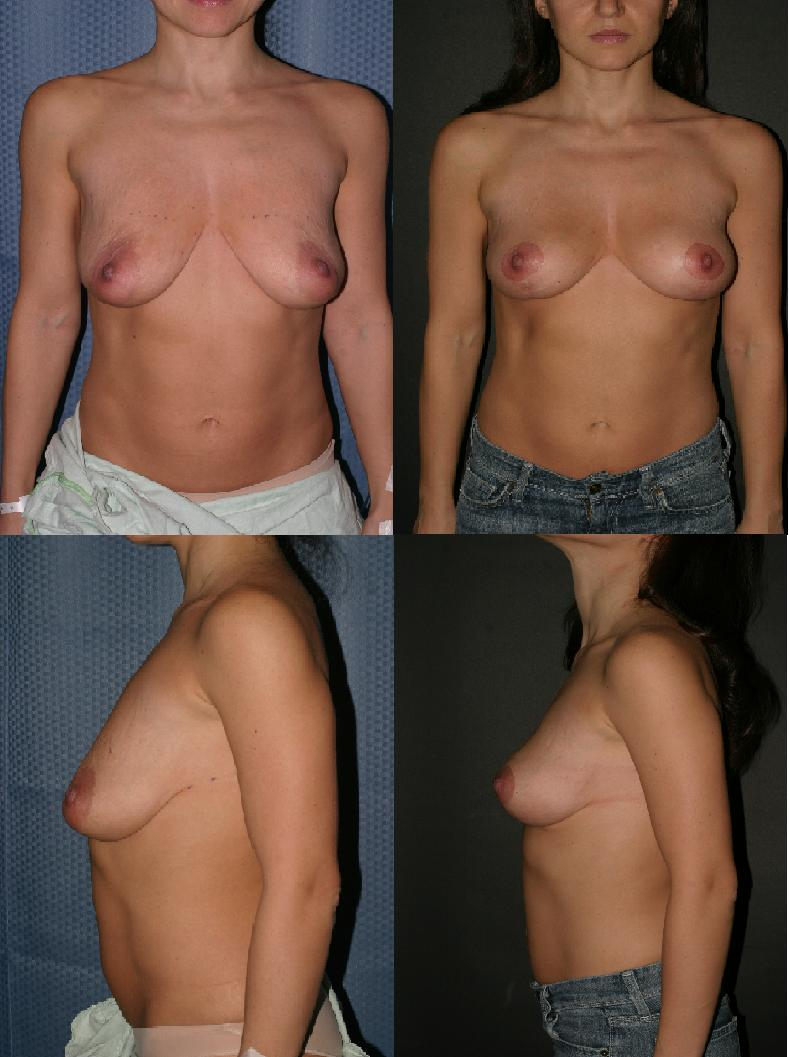
Mastopexie ohne Implantate: links vorher, rechts danach

Die Bruststraffung oder Mastopexie ist ein Verfahren zum Anheben und Neuformen von erschlafften, hängenden Brüsten.

## Beschreibung
Bei der Mastopexie werden, abhängig von der verwendeten Technik, tief stehende Brustwarzen teils ebenfalls in eine höhere, „jugendliche“ Position gebracht und dabei oft auch verkleinert. Es kann sein, dass bei einer kleinen Brust, beispielsweise bei Volumenverlust nach Schwangerschaft, gleichzeitig auch eine Vergrößerung der Brust gewünscht wird. Dies kann durch Brustimplantate erreicht werden, die bei einer Operation mit der Bruststraffung eingebracht werden können.
Statistische Daten zeigen, dass die Zahl der Mastopexie-Verfahren in Deutschland steigt. Laut der Deutschen Gesellschaft für Ästhetisch-Plastische Chirurgie (DGÄPC) gehörte die Bruststraffung 2023 zu den fünf häufigsten ästhetischen Eingriffen bei Frauen.
Durch die Operation können Form, Festigkeit und Größe der Brust verändert werden. Außerdem können durch die Operation stärkere Ungleichheiten der Brust (Asymmetrien) ausgeglichen werden. Die Stillfähigkeit wird durch die Bruststraffung in der Regel nicht eingeschränkt. Bei der Planung einer Bruststraffung ist jedoch zu beachten, dass eine weitere Schwangerschaft erneut zu einer Erschlaffung der Brüste führen kann, sodass eine Verschiebung der Operation auf einen späteren Zeitpunkt sinnvoll sein kann. Grundsätzlich sind die Ergebnisse einer Mastopexie aber nicht von Dauer, die Langzeitergebnisse wenig überzeugend.
Der Narbenverlauf entspricht dem der Brustverkleinerung, d. h. ausschließlich um den Warzenhof (nach Benelli), zusätzlich senkrechter Schnitt bis in die untere Brustfalte (nach Lejour), je nach Technik zusätzlich in umgekehrter T- oder L–Form in der Brustfalte verlaufend (Invertierte T-Technik, L-Technik).
Vor jeder Operation steht die umfassende Aufklärung über mögliche Komplikationen und Therapiemöglichkeiten durch den plastischen Chirurgen.

## Techniken

### Technik mit innerem BH
Die Technik des inneren BHs ist eine moderne Technik, welche dem neuerlichen Absinken und Erschlaffen der Brust entgegenwirken soll. Hierbei wird ein Teil der überschüssigen Haut wie ein straffer Gürtel im unteren Teil der Brust als Stütze verwendet. Die Brust liegt also auf zwei vernähten Zügeln und verbleibt daher in der gestrafften Position. Diese anspruchsvolle Methode der Bruststraffung ergibt eine deutlich längere Straffung im Vergleich zu den Standardmethoden.

### Technik mit Autoaugmentation
Die Autoaugmentation ist eine neue Operationstechnik, bei der das vorhandene Brustgewebes genutzt wird, um die Brust zu straffen und gleichzeitig Volumen in Bereiche hinzuzufügen, indem ein Teil des Brustgewebes wie ein Silikonimplantat verwendet wird. Da bei der Standard Operation zur Bruststraffung das Dekolleté oft leer bleibt, wird bei der Autoaugmentation die Brustdrüse in zwei Hälften geteilt. Wie bei der Brustvergrößerung mit Implantat wird eine Tasche zwischen Brustdrüse und Brustmuskel erschaffen und hier ein Teil der geteilten Brustdrüse eingelegt. Die Haut wird dann nach Benelli, Lejour oder in Invertierter T-Technik bzw. L-Technik gestrafft.

### Technik nach Benelli (Round-Block Technik)
Bei dieser Methode der Bruststraffung, welche auch als Round-Block Technik bekannt ist und die nach dem französischen Chirurgen Louis Benelli benannt wurde, erfolgt die Bruststraffung durch eine Schnittführung um den Warzenhof. Das unter der Brustwarze gelegene Fett- und Drüsengewebe wird dabei reduziert. Die Brust verliert also etwas an Volumen und mit dem gleichzeitigen Versetzen der Brustwarze wird die ganze Brust gestrafft.

### Technik nach Lejour
Die Bruststraffung nach Lejour, welche nach der belgischen Chirurgin Madeleine Lejour benannt ist, ist auch als vertikale Bruststraffung bekannt. Hierbei werden verschiedene Schnittführungen miteinander kombiniert. Bei dieser Methode der Bruststraffung erfolgt der erste Schnitt um die Brustwarze herum, woran sich ein vertikaler Schnitt bis zur Unterbrustfalte anschließt. Damit lässt sich überschüssige Haut sowohl im oberen als auch im unteren Brustbereich entfernen. Im letzten Schritt wird die Haut unterhalb der Brustwarze zusammengezogen.

### Invertierte T-Technik
Die T-Technik trägt ihren Namen aufgrund der speziellen Schnittführung: Wie bei der vertikalen Technik erfolgt ein Schnitt um den Warzenhof sowie ein vertikaler Schnitt zur Unterbrustfalte hin. Da diese Schnitte bei stark hängenden Brüsten allein aber nicht reichen würden, wird bei der T-Technik ein zusätzlicher horizontaler Schnitt in der Brustumschlagsfalte getätigt. Dadurch ergibt sich unterhalb der Brustwarze ein umgekehrtes „T“. Bei dieser Methode zur Bruststraffung wird der Hautüberschuss komplett entfernt, sowohl in der Längs- als auch in der Querrichtung, damit keine Hautfältchen an der Schnittführung zurückbleiben.

## Geschichte
Rekonstruierende Brustchirurgie ist mindestens seit 1669 schriftlich dokumentiert. 1854 beschrieb Alfred-Armand-Louis-Marie Velpeau ausführlich die Ptosis der weiblichen Brust. Ende des 19. Jahrhunderts wurden Techniken der Mastopexie erstmals beschrieben, so bei Michel Pousson und Verchère. In Deutschland führte Dehner erstmals eine Mastopexie durch. Bis zu den späten 1930ern wurden die Technikern verfeinert, u. a. von Erich Lexer und Hans Kraske (Lexer-Kraske-Mammaplastie). Moderne Techniken wurden u. a. von Strombeck und McKissock begründet. Die Round-block-Technik wurde 1990 von Louis Benelli eingeführt.